# 스티븐 머천트
스티븐 머천트(Stephen Merchant, 1974년 11월 14일 ~ )는 잉글랜드의 시트콤, 코미디 전문 방송 작가, 배우이다.

## 출연
- 2001년: 오피스 : 각본, 연출
- 2003년: 이매진 : 본인 역
- 2005년: 더 오피스 시즌 1 : 프로듀서, 각본
- 2005년: 엑스트라 : 주연, 연출, 각본
- 2007년: 뜨거운 녀석들 : 단역
- 2007년: 스티븐 쇼 : 진행자
- 2009년: 거짓말의 발명 : 단역
- 2010년: 미스터 이빨요정 : 조연 - 트레이시
- 2010년: 세머테리 정션 : 각본, 조연, 제작, 연출
- 2010년: 잭부츠 온 화이트홀 : 조연
- 2010년: 리키 제바이스 쇼 : 프로듀서, 각본, 주연
- 2011년: 포탈 2 : 성우 - 휘틀리[1]
- 2011년: 홀 패스 : 조연 - 게리
- 2011년: 노미오와 줄리엣 : 성우 - 파리스
- 2012년: 라이프 투 숏 : 주연
- 2012년: 신밧드 : 주연
- 2013년: 무비 43 : 조연
- 2013년: 저스트 어 이어 : 조연 - 대니
- 2013년: 팀 포트리스 2 : 성우 - Ap-Sap[2]
- 2013년: 헬로 레이디즈 : 주연[3]
- 2015년: 다잉 라이트 : 성우 - 해리스 브레켄
- 2017년: 로건 : 조연 - 칼리반
- 2018년: 거미줄에 걸린 소녀 : 조연 - 프란스 발더
- 2018년: 디 아크 앤 더 아드바크 : 성우
- 2019년: 조조 래빗 : 조연 - 디어츠
- 2019년: 파이팅 위드 마이 패밀리 : 각본, 감독, 제작총괄, 주연
- 2021년: 크리스마스로 불리는 소년 : 조연 - 미이카 역 (목소리)

## 수상
| 시상 단체                                | 상 이름 |
| ---------------------------------------- | --- |
| BAFTA                                    | - 2002 상황 코미디 상 - 오피스 - 2003 상황 코미디 상 - 오피스 - 2004 상황 코미디 상 - 오피스 |
| 영국 코미디 상                           | - 2001 가장 새로운 텔레비전 코미디 - 더 오피스 (UK) - 2002 가장 뛰어난 텔레비전 코미디 - 더 오피스 (UK) - 2004 올해의 작가상 - 리키 제르베 & 스티븐 머천트 - 2006 베스트 TV 코미디 배우 - 엑스트라 |
| Broadcasting Press Guild                 | - 2002 베스트 작가 - 오피스 - 2003 베스트 작가 - 오피스 |
| 에미상                                   | - 2006 에미 선정 뛰어난 코미디 시리즈 - 오피스 (U.S.) |
| WGA 상                                   | - 2007 최고의 코미디 시리즈 오피스 |
| 골든글러브                               | - 2003 최고의 텔레비전 코미디 - 오피스 (UK) - 2008 최고의 텔레비전 코미디와 뮤지컬 (TV) - 엑스트라                                                                                                 |
| 피버디상                                 | - 2004 피바디 상 - 오피스 (UK) |
| Television Critics Association           | - 2004 개별 성취 코미디 - 오피스 (UK) |
| Academy of Interactive Arts and Sciences | - 2011 뛰어난 캐릭터 연기상 - 휘틀리 (포탈 2) |
| 스파이크 비디오 게임 어워드              | - 2011 가장 뛰어난 남성 연기 - 휘틀리 (포탈 2) |